# Lord Kinross
John Patrick Douglas Balfour (f. 1976), que firmaba como Lord Kinross, fue un historiador escocés.

## Biografía
Fue autor de títulos como Within the Taurus: A journey in Asiatic Turkey (John Murray, 1954), Europa Minor: Journeys in Coastal Turkey (1956), Ataturk: The Rebirth of a Nation (Weidenfeld & Nicolson, 1964), Ataturk: A Biography of Mustafa Kemal, Father of Modern Turkey (William Morrow and Co., 1965) y Ottoman Centuries: The Rise and Fall of the Turkish Empire (William Morrow and Co., 1977), entre otros. Falleció en 1976.